# Шихов (деревня)
Шихов (бел. Шыхаў) — деревня в Стрешинском сельсовете Жлобинского района Гомельской области Беларуси.
Около деревни залежи суглинка и глины.

## Административное устройство
С 14 декабря 2022 года входит в состав Стрешинского сельсовета. Ранее входила в состав Верхнеолбянского сельсовета.

## География

### Расположение
В 30 км на юг от Жлобина, 20 км от железнодорожной станции Салтановка (на линии Жлобин — Гомель), 70 км от Гомеля.

## Гидрография
На восточной окраине река Жерела (приток реки Днепр).

## Транспортная сеть
Транспортные связи по просёлочной, а затем автомобильной дороге Бобруйск — Гомель. Планировка состоит из длинной криволинейной меридиональной улицы, к которой присоединяются короткие прямолинейные улицы. Застройка двусторонняя, кирпичная и деревянная, усадебного типа.

## Символика
Флаг и герб официально не утверждены.
Описание флага:
Флаг состоит из пяти горизонтальных полос, расположенных сверху вниз:
Синяя полоса — символ светлого, чистого неба.
Зелёная полоса — обозначает леса, окружающие деревню.
Центральная белая полоса — символизирует принадлежность деревни к Республике Беларусь, а также чистоту и мир.
Нижняя зелёная полоса — отражает луга и сельскохозяйственные угодья.
Нижняя синяя полоса — указывает на реку Днепр, находящуюся рядом с деревней.
В центре флага изображён белый круг с тремя золотыми колосьями, символизирующими сельское хозяйство и трудолюбие жителей деревни. Колосья также указывают на прошлое, настоящее и будущее деревни, объединённые единым стеблем — символом общности и сплочённости.
Описание герба:
Герб выполнен в виде классического щита, вертикально разделённого на две равные части:
Левая половина — синего цвета, 
символизирует чистое небо и водоёмы региона.
Правая половина — зелёного цвета, отражает богатую природу, леса и поля.
По центру размещён вертикальный золотой колос — символ плодородия, сельского хозяйства и трудолюбия жителей деревни. Расположение колоса на границе двух полей подчёркивает единство природных начал и человека.

## История
Обнаруженные археологами поселения VIII-V-го тысячелетий до н. э. (в 0,5 км на север от деревни) и мастерская каменного века (в 0,4 км на юг от кладбища) свидетельствуют о заселении этих мест с давних времён. По письменным источникам известна с XIX века как деревня в Стрешинской волости Рогачёвского уезда Могилёвской губернии. По ревизии 1858 года владение князя Л. М. Голицына. В 1880 году хлебозапасный магазин. В 1895 году открыта школа грамоты, преобразованная в 1909 году в церковно-приходскую, а в 1917 году в земскую (размещалась в наёмном доме). Согласно переписи 1897 года находились 2 ветряные мельницы, круподробилка, питейный дом. В 1909 году 2893 десятины земли.
В 1924 году из деревни был отделён посёлок Дружный. С 20 августа 1924 года до 21 августа 1925 года центр Шиховского сельсовета Стрешинского района Бобруйского округа. В 1930 году организован колхоз «Комсомолец». Во время Великой Отечественной войны 161 житель погиб на фронте. Освобождена от оккупации 29 ноября 1943 года. В декабре 1943 — ноябре 1944 года в деревне размещался полевой госпиталь советских войск. В 1962 году к деревне присоединены поселки Дружный, Заровский, в 1966 году — посёлок Садовый. В составе колхоза «Правда» (центр — деревня Верхняя Олба). Работают кирпичный завод, отделение связи, библиотека, Дом культуры.

## Население

### Численность
- 2004 год — 151 хозяйство, 291 житель.

### Динамика
- 1858 год — 40 дворов, 340 жителей.
- 1880 год — 67 дворов, 386 жителей.
- 1897 год — 108 дворов 725 жителей (согласно переписи).
- 1909 год — 117 дворов, 956 жителей.
- 1959 год — 591 житель (согласно переписи).
- 2004 год — 151 хозяйство, 126  житель.

## Известные уроженцы
- А. С. Андрухов — участник Парада Победы в Москве 24 июня 1945 года
- Глушенков Станислав Григорьевич — заслуженный тренер Республики Беларусь по боксу